# William Bemrose
Pour les articles homonymes, voir Bemrose.
William Bemrose (1831-1908) est un écrivain sur sculptures en bois et poteries et directeur d'une usine d'impression ainsi que de l'usine de porcelaine Royal Crown Derby. Il a écrit et publié une biographie de Joseph Wright of Derby.

## Biographie
William Bemrose est né à Derby le 30 décembre 1831 et on lui donne le nom de son père. Il est le deuxième fils, suivi d'un autre fils et d'une fille. Son frère aîné, Henry Howe Bemrose, est un député et est nommé baronnet en 1897.

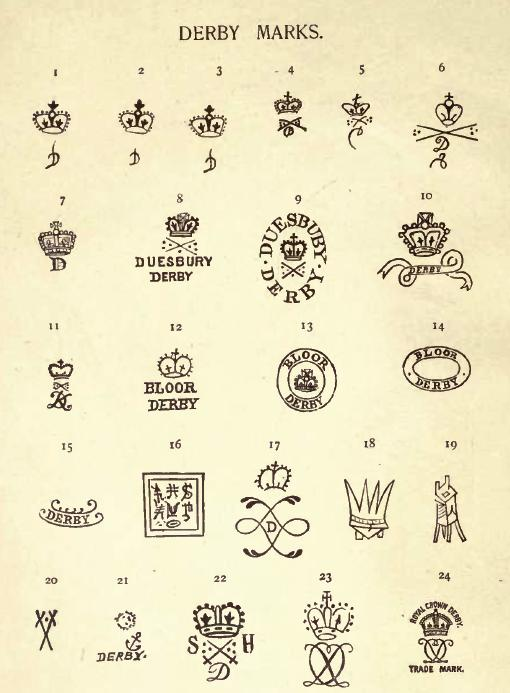
Symboles inscrit sur la porcelaine de Derby - tirés du livre de Bemrose de 1898

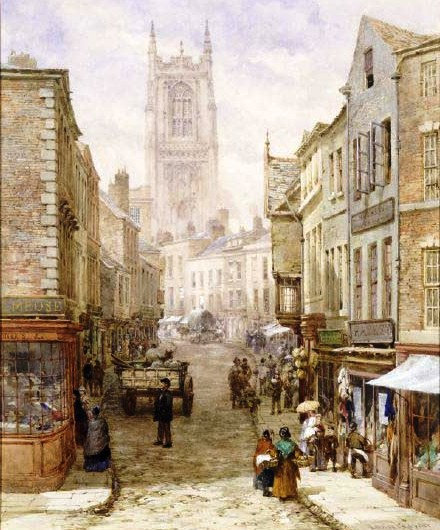
Locaux de l'une des premières imprimeries Bemrose sur Irongate à Derby, 1865

Bemrose poursuit son éducation au King William's College à Castletown sur l'île de Man avant d'entrer dans l'entreprise d'imprimerie familiale à Derby. William et Henry étendent leur entreprise à travers l'Angleterre après le départ à la retraite de leur père en 1857. WIlliam épouse Margaret Romana en 1858.
William devient ensuite directeur de la Royal Crown Derby, mais pendant toute sa vie il s'intéresse à l'art et à l'artisanat. En 1862 il publie ce qui est considéré comme le premier manuel sur la sculpture sur bois et il est édité plus de vingt fois. Il publie également des livres sur les pièces chantournées, la marqueterie, les mosaïques en papier et les fleurs cocardes. En 1870, il coécrit un livre sur la poterie du Derbyshire puis publie son propre travail sur Bow, Chelsea and Derby Porcelain (Nœuds,la porcelaine de Chelsea et de Derby) puis sur Longton Hall Porcelain (La porcelaine de Longton Hall).
Bemrose est un peintre amateur et préside le comité du Derby Museum and Art Gallery. Il rassemble des œuvres d'art et des poteries qu'il achète lors de ses longs voyages. Son intérêt pour l'art et l'écriture atteint son apogée lorsqu'il écrit son étude sur Joseph Wright of Derby, qui est publiée par sa propre compagnie. Il est également vice-président du Derby Sketching Club et membre de la Société archéologique de Derby. Il participe à l'agencement d'un orphelinat et sert dix-sept ans avec les bénévoles de Derby.
En 1901, sa première femme meurt après avoir eu cinq fils et une fille. Deux ans plus tard il épouse Lilian, la veuve d'un patron d'un journal local. William Bemrose meurt à Bridlington le 6 août 1908, mais est enterré à Derby. La compagnie d'imprimerie lancée par William Bemrose père en 1826, reste en activité à Derby, employant jusqu'à 1500 personnes à son maximum, jusqu'à juin 2010 où Bemrose Botth ferme.